# JR貨物W19D形コンテナ
JR貨物W19D形コンテナ（JRかもつW19Dがたコンテナ）は、日本貨物鉄道（JR貨物）が保有する12 ft静脈物流専用コンテナである。

## 概要
2010年（平成22年）から、19D形からの改造増備されている。輸送品の悪臭が静脈物流以外の輸送品に着かないように、用途を専用化された。外観では、黄色地に黒字で『環』とかかれたステッカーが貼られた以外は変化がない。型式番号は、頭にWの文字を書き加えたのみであるため、番号は19D形時代の元番号のままであり改番した順と一致しない。

## 構造
- 両側扉二方開きで、元の19D形と寸法は同一。
- 当初は0番台が中心であった。2013年（平成25年）までに、W18D形を置き換えた。
- 2013年（平成25年）以降は、5000番台が中心でとなり、2019年（平成31年）以降、30000番台の改造も本格化し、本形式の0番台や5000番台の初期グループを置き換えた。

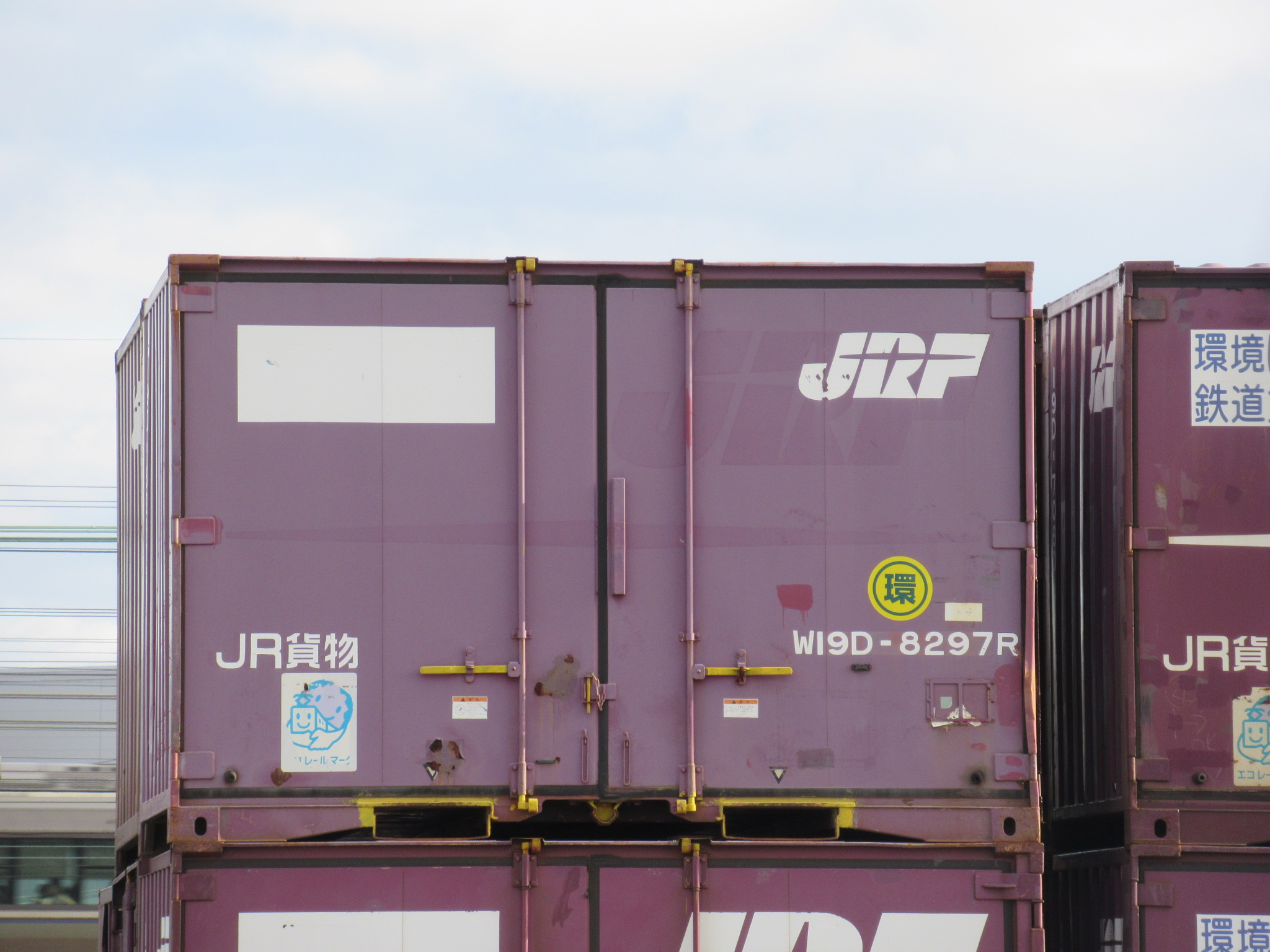
リニューアル個体W19D-8297R
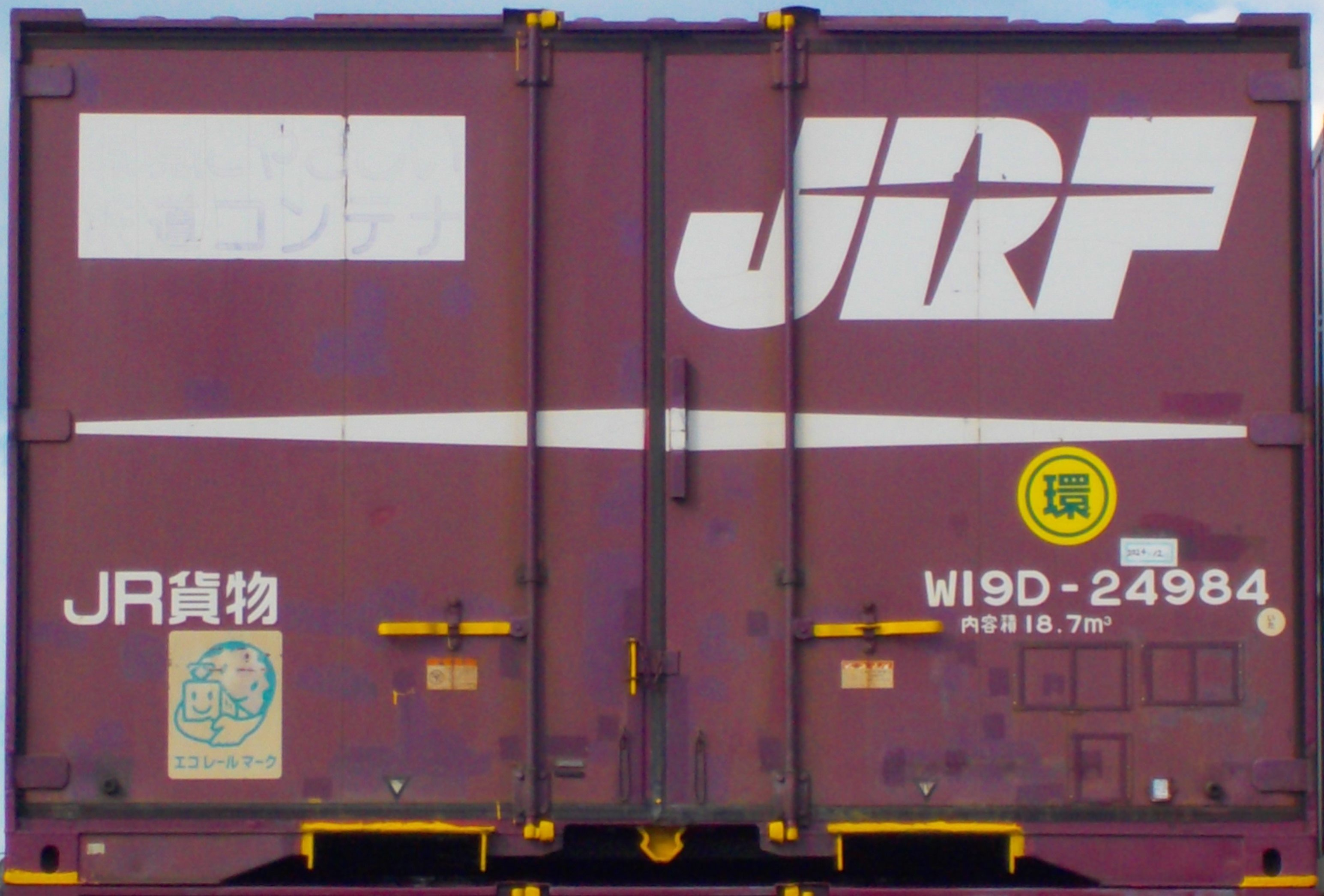
5000番台W19D-24984
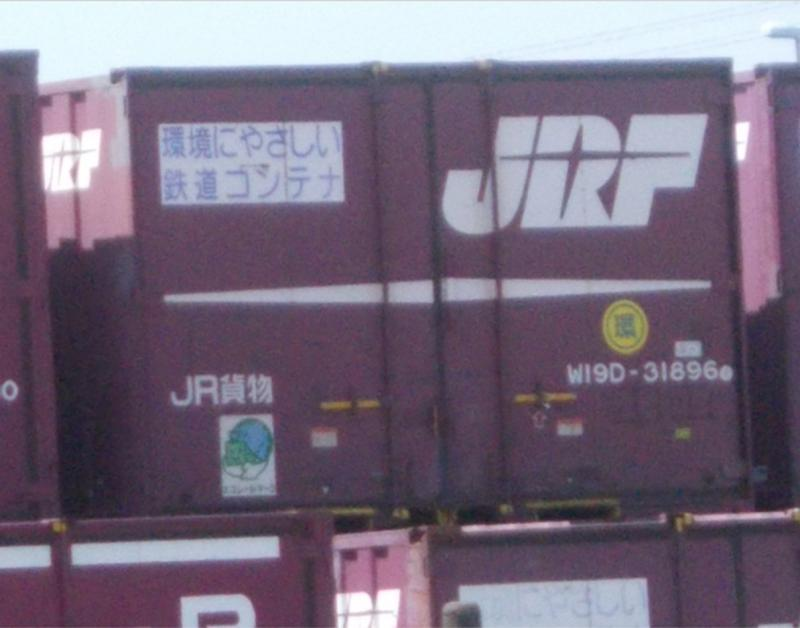
30000番台W19D-31896

## 現状
2023年（令和5年）1月5日現在、661個が使用されている。